# Claude Duval

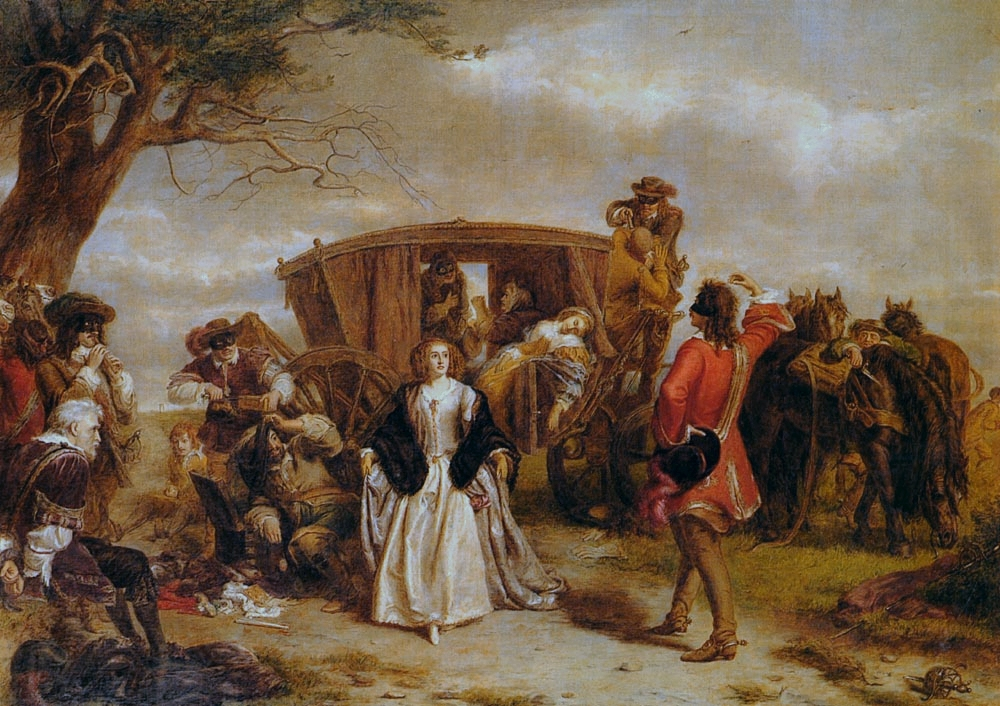
William Powell Friths Bild, Claude Duval, 1860.

Claude Duval (* 1643 in Domfront; † 21. Januar 1670 in Tyburn), auch Claude Du Vall, war ein französischstämmiger Straßenräuber während der Stuart-Restauration im Königreich England.

## Leben
Duval war Sohn des Müllers Pierre und der Schneiderstochter Marguerite. Ob er einer landbesitzenden Adelsfamilie entstammte ist kaum belegbar. Mit 14 Jahren ging er nach Rouen und danach nach Paris, wo er als Stallknecht einiger englischer Kavaliere arbeitete, die infolge des englischen Bürgerkrieges und der puritanischen Herrschaft von Oliver Cromwell ins Exil geflohen waren.
Nachdem Karl II. an die Macht kam, migrierte Duval 1660 als Diener eines Adligen, vermutlich von Charles Stewart, nach England. Alsbald kam jedoch das Gerücht auf, dass er ein Auge auf Stewart’s zukünftige Frau Frances geworfen haben soll. Er verließ plötzlich seine Anstellung und ging 1666 nach London, wo er eine Zeit lang Falschspiel betrieb.
Alsbald begann Duval mit seinen ersten Raubüberfällen bei Holloway. Besonders war es, weil er dabei nie Gewalt anwendet und sich stets wie ein Gentleman verhalten haben soll. So soll er einmal mit einer Frau erst Flageolett gespielt und dann Courante getanzt haben. Außerdem nahm er nur 100 der 400 Pfund an sich. Ein anderes Mal soll er einen anderen Räuber davon abgehalten haben den silbernen Beissring eines kleinen Mädchens zu stehlen.
Nachdem Duval den Master of the Buckhounds Squire Roper um 50 Guinee betrogen und an einem Baum gefesselt hatte, wurde auf ihn eine riesige Belohnung ausgesetzt. Laut The London Gazette war er der meistgesuchte Straßenräuber Englands. Er ging nach Frankreich und rühmte sich dort seiner Erfolge. Da er jedoch bald an Geldmangel litt, kehrte er wieder nach England zurück.
In der Weihnachtszeit 1669 wurde Duval vermutlich sturzbetrunken und mit drei Pistolen, einem Schwert und einer Reihe von Messern bewaffnet in einer Taverne in London festgenommen und ins Newgate-Gefängnis gebracht. Am 17. Januar 1670 befand ihn der Richter William Morton des sechsfachen Raubes für schuldig und verurteilte ihn zum Tode. Er starb am 21. Januar 1670 bei Tyburn durch den Strang, nachdem mehrere Frauen und Karl II. vergeblich versuchten das Urteil abzuändern.

## Nachwirkung
Seine Hinrichtung zog viele weinende Frauen an. Bevor er vermutlich unter dem Kirchenschiff der St Paul’s Church beigesetzt wurde, wurde sein lebloser Körper von seinen Anhängern in eine Taverne gebracht.
Auf seinem in Stein gemeißelten Epitaph in der St Paul’s Church steht:

„Here lies Du Vall: Reader, if Male thou art,
Look to thy purse; if female, to thy heart.
Much havoc has he made of both; for all
Men he made stand, and women he made fall.
The second Conqueror of the Norman race,
Knights to his arms did yield, and Ladies to his face.
Old Tyburn’s glory; England’s illustrious thief,
Du Vall, the Ladies’ Joy; Du Vall, the Ladies’ grief.“

„Hier liegt Du Vall: Leser, wenn Du männlich bist,
gebe auf deinen Geldbeutel acht; wenn weiblich, auf dein Herz.
Viel Schaden hat er beiden zugefügt; alle
Männer ließ er stehen und alle Frauen fallen.
Er war der zweite Eroberer normannischer Rasse;
Ritter ergaben sich seinen Waffen und Damen seinem Gesicht.
Old Tyburns Ruhm, Englands berühmter Dieb,
Du Vall, Freude der Damen; Du Vall, Leid der Damen.“